# Baruch Uzi'el
Baruch Uzi'el (hebrejsky: ברוך עוזיאל, žil 1. srpna 1901 – 20. února 1977) byl izraelský politik a poslanec Knesetu za strany Liberální strana a Gachal.

## Biografie
Narodil se v Soluni v tehdejší Osmanské říši (dnes Řecko). V roce 1914 přesídlil do dnešního Izraele. Studoval učitelský seminář v Jeruzalému a právní školu v Jeruzalému. Během první světové války ho turecké úřady vyhostily do Damašku. Pak se vrátil a působil jako učitel v Rechovotu a Petach Tikva. Od roku 1934 působil jako právník.

## Politická dráha
Byl členem Progesivní strany. Angažoval se v Asociaci řeckých přistěhovalců a předsedal Institutu pro výzkum Židovstva ze Soluně.
V izraelském parlamentu zasedl poprvé po volbách v roce 1961, kdy kandidoval za Liberální stranu. V průběhu volebního období ale přešel do nové pravicové formace Gachal. Stal se členem výboru pro vzdělávání a kulturu a výboru pro veřejné služby. Předsedal podvýboru pro vzdělávací problémy imigrantské mládeže a podvýboru pro ukončení vysílání v maghrebštině. Opětovně byl na kandidátce Gachal zvolen ve volbách v roce 1965. Byl opět členem výboru pro vzdělávání a kulturu a výboru pro veřejné služby. Ve volbách v roce 1969 mandát neobhájil.